# 호세 마리아 사라가
호세 마리아 사라가 마르틴(스페인어: José María Zárraga Martín; 1930년 8월 15일, 바스크 지방 라스 아레나스 ~ 2012년 4월 3일, 마드리드 지방 마드리드)은 스페인의 전 축구 선수로, 현역 시절 미드필더로 활약하였다.

## 클럽 경력
사라가는 비스카야 주 라스 아레나스 출신으로, 1949년에 레알 마드리드에 입단하여 이어지는 2년 동안 2군 소속으로 활동하였다. 그는 1951년 10월 14일, 3-1로 이긴 발렌시아와의 안방 경기에서 라 리가 첫 경기를 치렀는데, 이로부터 2년 동안 48번의 마드리드 경기에 출전해 2골을 득점하였지만, 두 시즌 모두 빈손으로 마무리하였다.
1953년부터 1960년까지, 사라가는 머랭 군단의 주요 미드필더로 활동하며 11번의 주요 대회 우승을 거두었는데, 이 중에는 유러피언컵 5연패도 포함되며, (그보다 더 많은 유러피언컵을 우승한 선수는 6번을 우승한 프란시스코 헨토밖에 없었다) 그는 5연패를 거둔 시즌의 유러피언컵 결승전에 5번 모두 출전한 것을 포함하여 31번의 유럽대항전 경기에 출전하였다.
사라가는 마드리드 소속으로 2년을 더 활동하며 우승 경력을 더 써내려갔는데, (이 때 2년 연속으로 리그 우승에 성공하였다) 이 기간 동안 5번의 경기에 출전하는데 그쳤다. 1962년 6월, 그는 32세가 거의 다 되어 은퇴하였는데, 은퇴 시점에 306번의 공식 경기 출전 기록을 세웠는데, 이후 그는 감독으로 잠깐씩 활동하였고, 이 중에는 데포르티보 말라가에서 브라질인 오토 붐베우 후임으로 1968-69 시즌에 6경기를 지휘한 것이 있는데, 시즌 후 1부 리그에서 강등되었다. 그는 발렌시아와 알라베스의 축구 단장으로 근무하기도 하였다.

## 국가대표팀 경력
사라가는 스페인 국가대표팀 경기에 8번 출전하였는데, 그가 처음 출전한 경기는 1955년, 잉글랜드와 차마르틴에서 1-1로 비긴 경기였다.
사라가는 마지막으로 출전한 국가대표팀 경기에서 주장 완장을 차기도 했다.

## 수상
레알 마드리드
- 유러피언컵: 1955–56, 1956–57, 1957–58, 1958–59, 1959–60
- 인터콘티넨털컵: 1960
- 라틴배: 1955, 1957
- 라 리가: 1953–54, 1954–55, 1956–57, 1957–58, 1960–61, 1961–62
- 코파 델 헤네랄리시모: 1961–62

## 사망
사라가는 1993년 10월 초 뇌졸중으로 마드리드의 사르수엘라 병원에 입원한 적이 있다. 2012년 4월 3일, 그는 81세의 나이로 마드리드에서 영면하였다.